# C.J. Spiller
Clifford Spiller Jr., detto C.J. (Lake Butler, 15 agosto 1987), è un ex giocatore di football americano statunitense che ha militato nel ruolo di running back nella National Football League (NFL). Fu scelto dai Buffalo Bills come nono assoluto del Draft NFL 2010. Al college ha giocato a football nella Clemson University venendo premiato come All-American.

## Carriera universitaria
Al college, Spiller giocò con i Clemson Tigers, squadra rappresentativa dell'Università di Clemson. Nel 2010 l'università ritirò il suo numero 28 per celebrare le sue prestazioni.

## Carriera professionistica

### Buffalo Bills
Nel Draft NFL 2010, Spiller fu selezionato come 9a scelta assoluta dai Buffalo Bills. Il 6 agosto 2010 firmò un contratto di 5 anni per 25 milioni di dollari, di cui 20,8 milioni garantiti.

#### Stagione 2010
Il 19 agosto 2010, Spiller corse 31 yard e segnò il suo primo touchdown nella seconda settimana della pre-stagione al Rogers Centre a Toronto, Canada contro gli Indianapolis Colts.

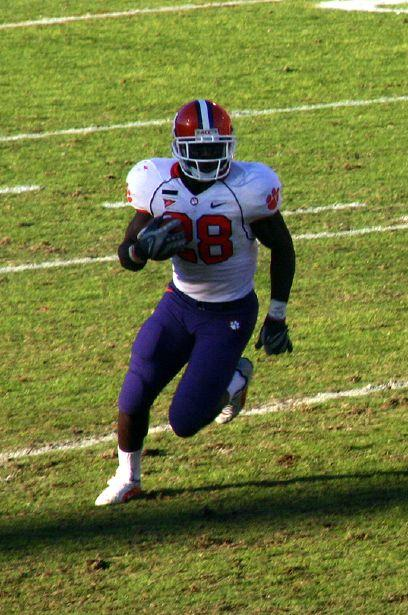
Spiller ai tempi del college.

Spiller terminò la pre-stagione con 26 possessi per 122 yard e 3 touchdown e iniziò la stagione regolare come il running back principale di Buffalo, a causa degli infortuni di Marshawn Lynch e Fred Jackson. Fu nominato miglior giocatore degli special team della settimana per la prestazione del 26 settembre quando ritornò un pallone per 95 yard in touchdown contro i New England Patriots. Inoltre ricevette un passaggio da touchdown da Ryan Fitzpatrick. La sua stagione da rookie, fatte salve queste eccezioni, si rivelò però deludente a causa delle poche yard guadagnate su corsa, venendo superato da running back scelti dopo di lui nel draft come Ryan Mathews, Jahvid Best e Toby Gerhart.

#### Stagione 2011
Nel 2011 fu annunciato che Spiller avrebbe scambiato il proprio numero con Leodis McKelvin ricevendo il numero 28, indossato a Clemson, in cambio del numero 21. All'inizio della settimana 12, Spiller non aveva visto tante azioni di gioco quante ne avevano programmate i Bills a causa della stagione da Pro Bowl Fred Jackson ma questi Jackson venne inserito in lista infortunati e Spiller ebbe la possibilità di restare il titolare della squadra almeno fino al termine della stagione. Nella gara casalinga della settimana 16 home contro i Denver Broncos del 24 dicembre 2011, Spiller superò per la prima volta le 100 yard corse in una partita in carriera, correndo 16 volte per 111 yard e un touchdown nella vittoria 40-14 , gara che gli fruttò per il primo premio in carriera di miglior running back della settimana. Spiller terminò l'annata con 561 yard guadagnate su 107 corse, con 4 touchdown. Inoltre ricevette 39 passaggi per 269 yard altri 2 touchdown su ricezione.

#### Stagione 2012

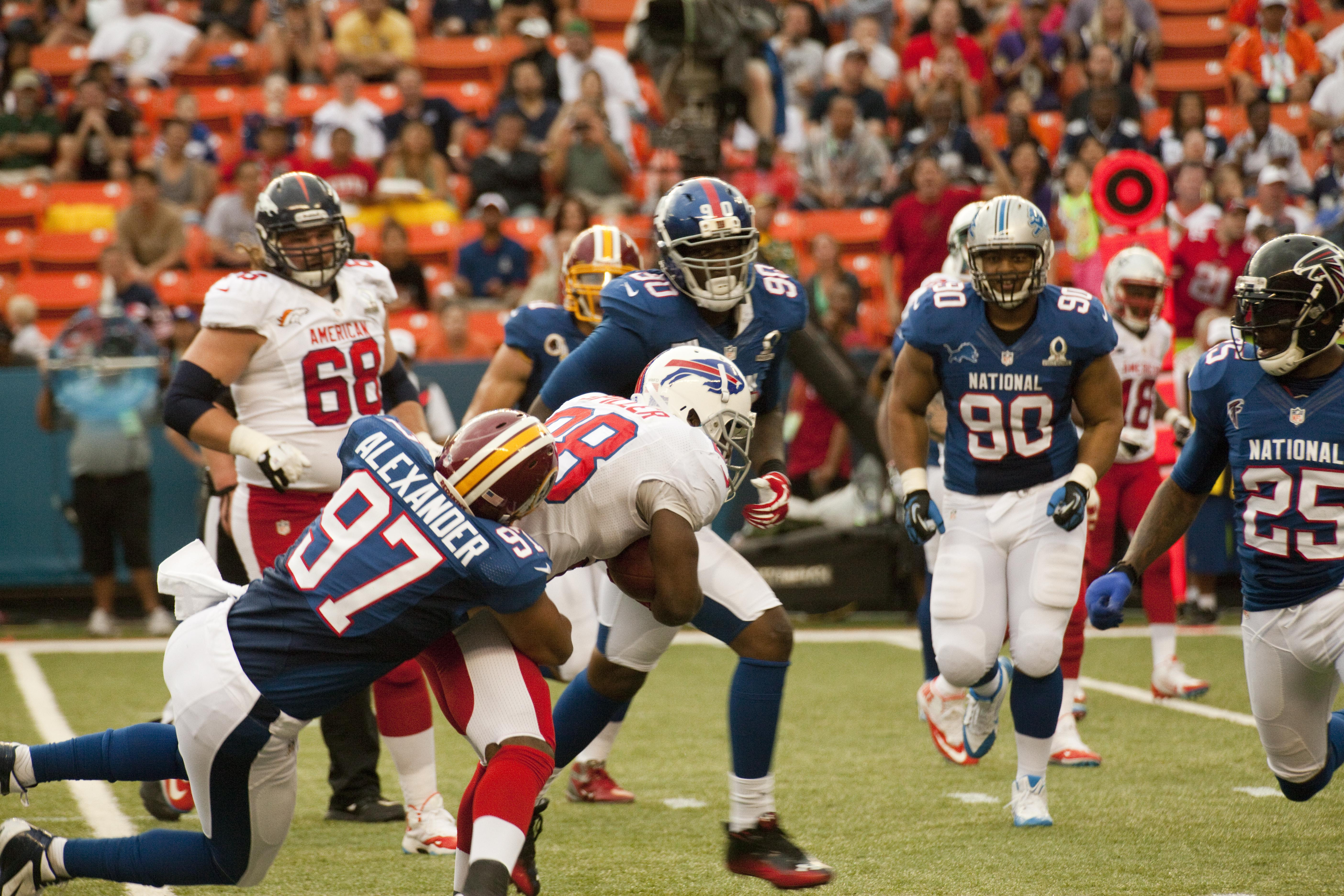
Spiller, con la maglia della AFC placcato da Lorenzo Alexander della NFC durante una fase di gioco del Pro Bowl 2012.

Il 9 settembre, nella gara di debutto della stagione 2012, Spiller disputò una partita d'alto profilo correndo 169 yard e segnando un touchdown che non servirono però a evitare la sconfitta contro i New York Jets per 48-28. Per questa prestazione vinse per la seconda volta in carriera il premio di running back della settimana. Nel turno successivo, i Bills ottennero la prima vittoria stagionale: Spiller confermò il momento di forma positivo correndo 123 yard e segnando 2 touchdown.
Nella settimana 3 i Bills vinsero la seconda partita della stagione, contro i Cleveland Browns. Spiller però uscì presto dal campo a causa di un infortunio alla spalla senza farvi ritorno. C.J tornò nella settimana 4 quando i Bills persero subendo ben 52 punti dai Patriots. C.J. corse solamente 33 yard, che fu comunque il massimo della propria squadra nonostante non fosse partito titolare per far spazio a Fred Jackson.
Nel turno successivo i Bills subirono una batosta dai San Francisco 49ers perdendo per 45-3 con Spiller che corse solamente 24 yard su 7 tentativi. I Bills tornarono alla vittoria nella settimana 6 contro gli Arizona Cardinals con Spiller che tornò ai livelli di inizio stagione correndo 88 yard e segnando un touchdown. Nella settimana 7 Buffalo perse una partita al cardiopalma coi Titans con il running back che corse 70 yard
Nel Thursday Night della settimana 11 i Bills tennero vive le loro flebili speranze di centrare i playoff vincendo contro i Miami Dolphins. Spiller trascinò la squadra correndo 91 yard e ricevendone altre 39 su passaggio. Nel turno successivo altre 107 yard corse dal running back non furono sufficienti ad evitare la sconfitta contro gli Indianapolis Colts.
Nella settimana 15 Spiller corse 103 yard e segnò un touchdown, superando per la prima volta in carriera le mille yard corse in stagione. C.J. raggiunse questo risultato in soli 154 tentativi, il secondo miglior risultato della storia dopo i 119 di Beattie Feathers dei Chicago Bears nel 1934. Nell'ultimo turno di campionato Buffalo vinse contro i Jets con Spiller che corse 59 yard e segnò un touchdown su ricezione.
Il 21 gennaio Spiller fu convocato per il suo primo Pro Bowl in sostituzione di Ray Rice impegnato coi Baltimore Ravens nel Super Bowl XLVII.

#### Stagione 2013
I Bills vinsero la loro prima gara nella settimana 2 contro i Panthers, con Spiller che corse 103 yard su 16 tentativi. Il primo touchdown stagionale lo segnò nella sconfitta della settimana 5 contro i Browns. Tornò a superare le cento yard corse nella settimana 9 quando ne corse 116 contro gli imbattuti Kansas City Chiefs. Nella settimana 13 contro i Falcons corse 149 yard e segnò quello che fu solamente il suo secondo e ultimo TD stagionale nella sconfitta ai supplementari. La sua annata si concluse con 927 yard corse su 201 tentativi (4,6 yard medie a portata).

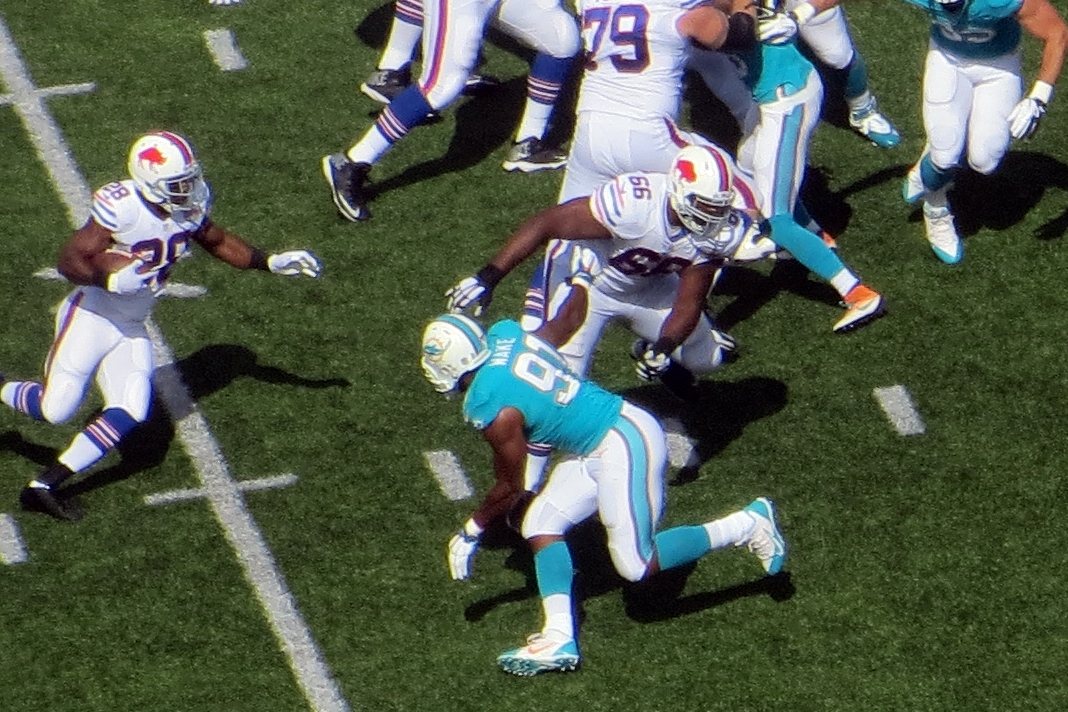
Spiller contro i Dolphins nel 2014.

#### Stagione 2014
Nella prima gara della stagione 2014, Spiller contribuì alla vittoria a sorpresa ai supplementari in casa dei Bears correndo 53 yard e segnando un touchdown su ricezione. La domenica successiva ritornò un kickoff per 102 yard in touchdown e Buffalo vinse la seconda gara consecutiva ai danni dei Dolphins. Per questa prestazione fu premiato come miglior giocatore degli special team della AFC della settimana.

### New Orleans Saints
Divenuto free agent, il 13 marzo 2015 Spiller firmò coi New Orleans Saints. Nel quarto turno contro i Cowboys, nella seconda giocata dei tempi supplementari, ricevette da Drew Brees il touchdown da 80 yard che diede la vittoria alla sua squadra, che fu anche il 400º in carriera per il suo quarterback.

### Seattle Seahawks
Il 28 settembre 2016, Spiller firmò con i Seattle Seahawks per sostituire l'infortunato Thomas Rawls. Diciassette ore dopo andò subito a segno nella vittoria sui Jets su passaggio del quarterback Russell Wilson.

## Palmarès
- Convocazioni al Pro Bowl: 1

2012
- Running back della settimana: 2

16ª del 2011, 1ª del 2012
- Miglior giocatore degli special team della AFC della settimana: 2

3ª del 2010, 2ª del 2014
- Numero 28 ritirato dai Clemson Tigers

## Statistiche
| Season | Squadra            | Gare | Gare | Corse | Corse | Corse | Corse | Corse | Ricezioni | Ricezioni | Ricezioni | Ricezioni | Ricezioni | Fumble | Fumble |
| Season | Squadra            | P    | PT   | Ten   | Yard  | Media | Max   | TD    | Ric       | Yard      | Media     | Max       | TD        | FUM    | Persi  |
| ------ | ------------------ | ---- | ---- | ----- | ----- | ----- | ----- | ----- | --------- | --------- | --------- | --------- | --------- | ------ | ------ |
| 2010   | Buffalo Bills      | 14   | 1    | 74    | 283   | 3,8   | 20    | 0     | 24        | 157       | 6,5       | 41        | 1         | 5      | 3      |
| 2011   | Buffalo Bills      | 16   | 11   | 107   | 561   | 5,2   | 38    | 4     | 39        | 269       | 6,9       | 19        | 2         | 2      | 0      |
| 2012   | Buffalo Bills      | 16   | 9    | 207   | 1.244 | 6,0   | 62    | 6     | 43        | 459       | 10,7      | 66T       | 2         | 3      | 3      |
| 2013   | Buffalo Bills      | 15   | 10   | 201   | 927   | 4,6   | 77    | 2     | 33        | 185       | 5,6       | 27        | 0         | 4      | 1      |
| 2014   | Buffalo Bills      | 9    | 5    | 78    | 300   | 3.8   | 53    | 0     | 19        | 125       | 6,6       | 25        | 1         | 3      | 1      |
| 2015   | New Orleans Saints | 13   | 2    | 36    | 112   | 3.1   | 11    | 0     | 34        | 239       | 7.0       | 80T       | 2         | 1      | 0      |
|        | Totale             | 83   | 46   | 704   | 3,433 | 4.9   | 77    | 12    | 192       | 1,434     | 7.5       | 80        | 8         | 18     | 8      |